# メンディチーノ
メンディチーノ（伊：Mendicino）は、イタリア共和国カラブリア州コゼンツァ県にある、人口約8600人の基礎自治体（コムーネ）。

## 地理

### 位置・広がり

#### 隣接コムーネ
隣接するコムーネは以下の通り。
- ベルモンテ・カーラブロ
- カロレーイ
- カストロリーベロ
- チェリザーノ
- コゼンツァ
- ディピニャーノ
- ドマーニコ
- フィウメフレッド・ブルーツィオ
- ラーゴ
- ロンゴバルディ

## 行政

### 分離集落
メンディチーノには、以下の分離集落（フラツィオーネ）がある。
- Candelisi, Cappelli, Centro Storico, Ferrera, Merenzate, Malaugello, Palagani, Pasquali, Pirillo, Ponte di Carolei, Rizzuto, Rosario, San Bartolo, Santa Maria, San Paolo, Tivolille, Terredonniche